# Úrangyala

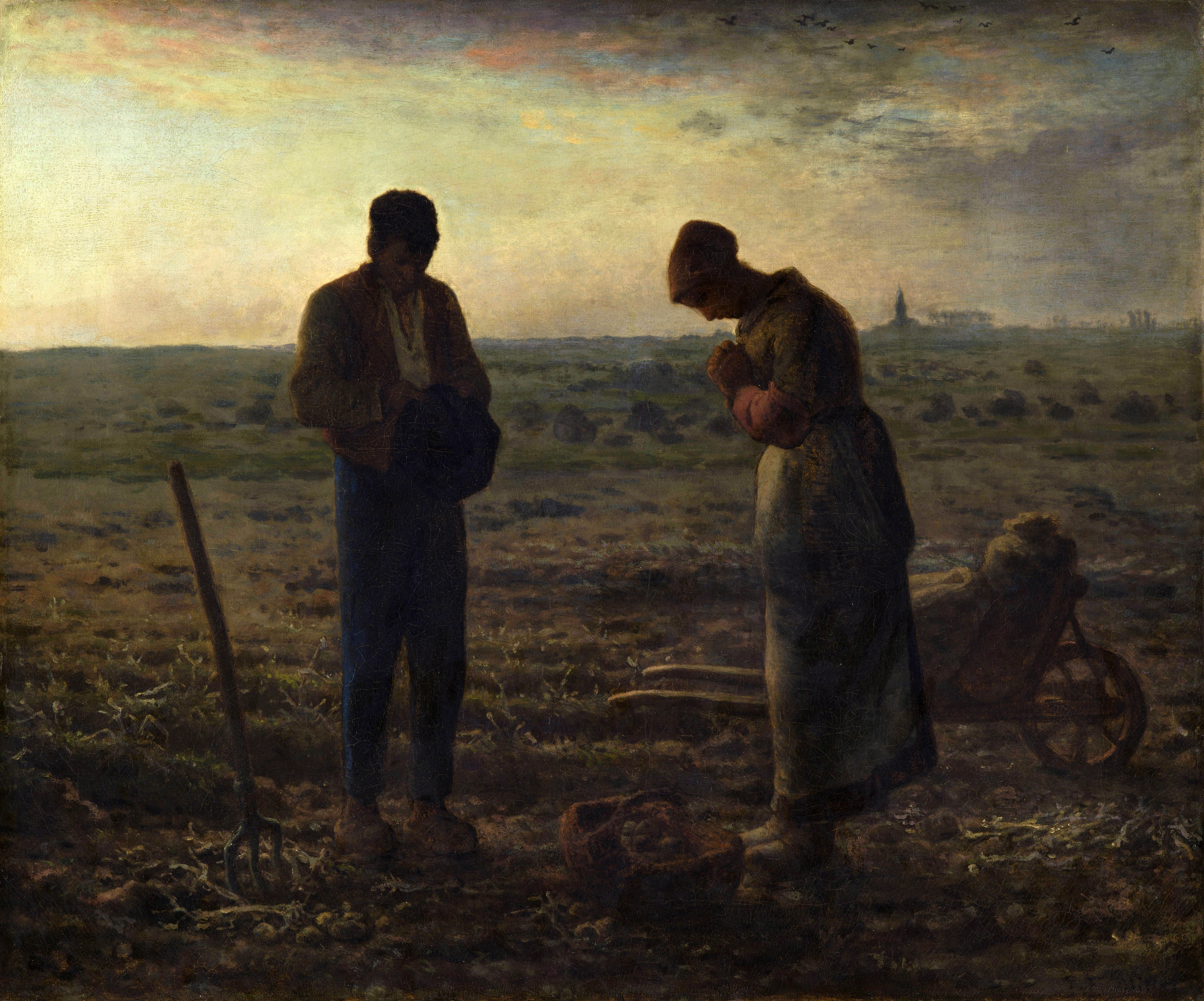
L'Angélus, Jean-François Millet festménye

Az Úrangyala  (lat. Angelus) római katolikus imádságcsokor a megtestesülésről. Nevét, mint más imádságok, a kezdősoráról kapta. Három, az Üdvözlégy imával záruló versből (liturgiai szóhasználatban verzikulusból) és egy záróimából áll. Egy nap háromszor mondják, reggel hat órakor, délben és este hat órakor. Ezekben az időpontokban megszólalhat az „Angelus-harang”.

## Szövege
Az Úrangyala magyar szövege:
1. vers: Az Úr angyala köszönté a Boldogságos Szűz Máriát, és ő méhébe fogadá Szentlélektől szent Fiát. Üdvözlégy, Mária… 
2. vers: Íme az Úrnak szolgálóleánya, legyen nekem a te igéd szerint. Üdvözlégy, Mária…
3. vers: És az Ige testté lőn, és miköztünk lakozék. Üdvözlégy, Mária…
Záróima: Imádkozzál érettünk, Istennek szent Anyja, hogy méltók lehessünk Krisztus ígéreteire. Könyörögjünk! Kérünk téged, Úristen, öntsd lelkünkbe szent kegyelmedet, hogy akik az angyali üzenet által szent Fiadnak, Jézus Krisztusnak megtestesülését megismertük, az ő kínszenvedése és keresztje által a feltámadás dicsőségébe vitessünk. Krisztus, a mi Urunk által. Ámen.

## Története
1309-ben az udvardi zsinat elrendelte, hogy délben és este harang szólítsa a híveket Szűz Mária köszöntésére.
"Az Udvardi Zsinat 1. kánonja – a többi kánonnal ellentétben – nem egyházi büntetés kiszabásáról, hanem az „Úrangyala” imádság végzéséről rendelkezett. A Szűzmária felé kifejezett imádságos áhítat délben és a nap végeztével volt mondandó, a harangozás idején. A zsinat ezzel megerősítette az esztergomi érsek korábbi hasonló jellegű intézkedését."
Sokak szerint II. Orbán pápa, mások szerint XXII. János pápa vezette be. A napi háromszori elmondását XI. Lajos francia király rendelte el 1472-ben.

## Megjelenése a médiában
Olaszországban a pápa vasárnap delente a Rai Uno csatornán közvetített szózatait az Úrangyala imával zárja. Írországban az RTE One tévécsatorna minden este a hatórás hírek előtt adja az imát, a Radio 1 délben és hat órakor. Mexikó Monterrey városában a rádió minden nap reggel hat órakor, délben és este hatkor közvetíti az imát. Ugyanezekben az időpontokban a Fülöp-szigetek katolikus rádióadói is adják (mind helyi idő szerint). Az Egyesült Államokban és Kanadában több laikusok menedzselte katolikus adó naponta közvetít Úrangyala imát.